# Stefan Gabriel Steinböck
Stefan Gabriel Steinböck (* 1737 in Wien; † 1783 ebenda) war ein österreichischer Steinmetzmeister und Bildhauer des Barock. Er wurde kaiserlicher Hof-Steinmetzmeister und 1774 Obervorsteher der Wiener Bauhütte.

## Leben

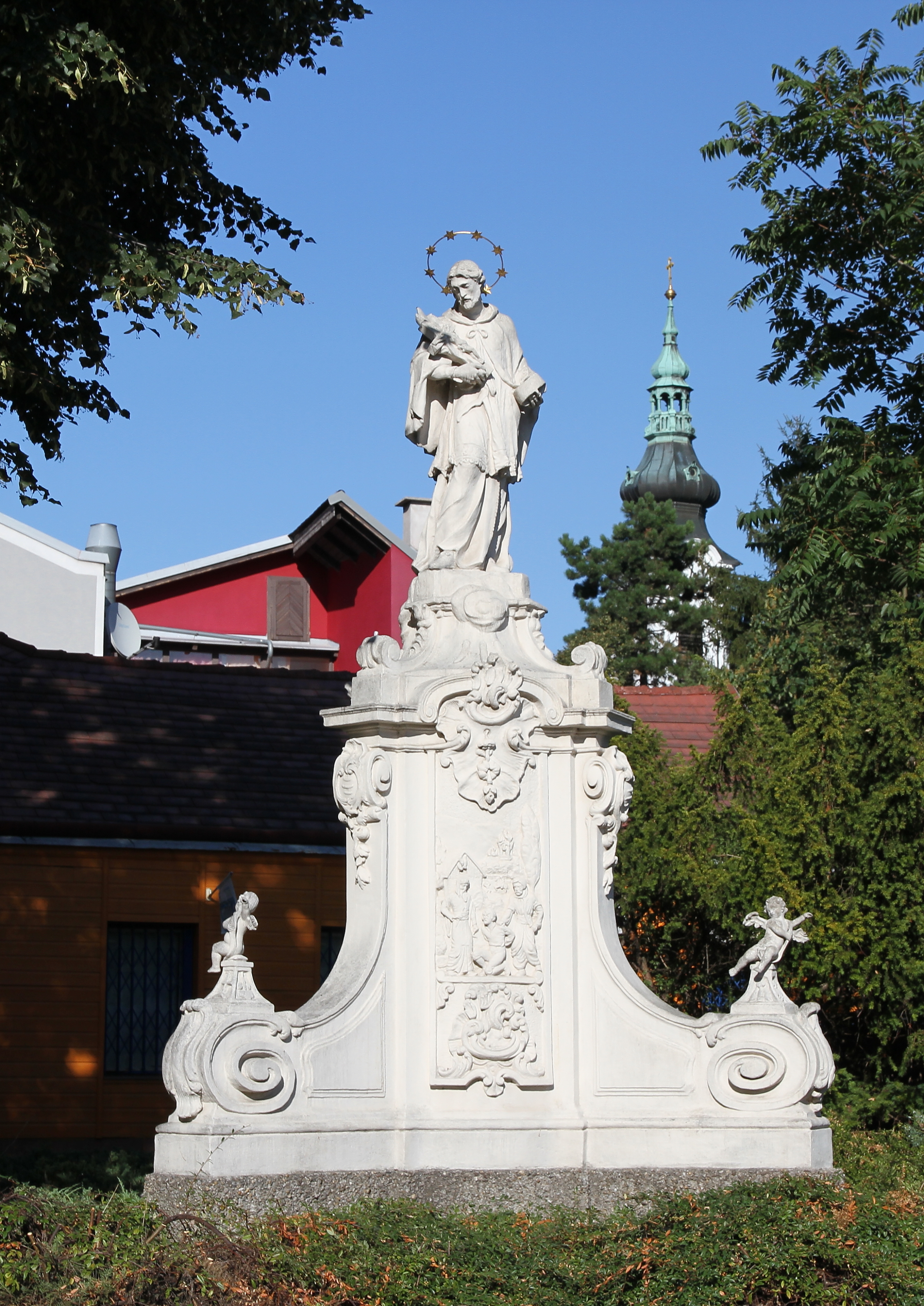
Johannes-Nepomuk-Denkmal an der Wiener Straße in Langenzersdorf

Stefan Gabriel wurde in eine Steinmetzfamilie geboren, der Vater Gabriel Steinböck hatte sich durch die Heirat mit Catharina Köchlin, Witwe des Wiener Steinmetzmeisters Philipp Köchl, von Eggenburg nach Wien verfügt und ist dort 1732 als Steinmetzmeister belegt. Durch diese Heirat übernahm er die Steinmetzhütte Köchls, und der Weg war frei Meister der Wiener Haupthütte zu werden.
Wie schon der ältere Sohn Franz Joseph führte auch Sohn Stefan Gabriel das Steinmetzhandwerk weiter, sein Vater sprach ihn am 1. Mai 1755 zum Gesellen und Bruder des Wiener Steinmetzhandwerkes frei. Im Wiener Innungsbuch ist er erstmals 1763 als Meister dokumentiert. Nach dem Ableben des Vaters im Jahre 1764 übernahm er die Funktion des kaiserlichen Hof-Steinmetzmeisters unter Maria Theresia.

## Johannes-Nepomuk-Denkmal in Langenzersdorf
Das Denkmal des hl. Johannes Nepomuk in Langenzersdorf im Weinviertel von Niederösterreich wurde 1766 von k.k. Hofsteinmetzmeister Stefan Gabriel Steinböck errichtet. Es ruht auf einem hohen, dreiarmigen Volutensockel. Auf den drei Säulenflächen zwischen den Voluten sind Szenen aus der Ortsgeschichte zu sehen.

## Rüdenhaus in Erdberg
Das Gebäude beherbergte über lange Zeit die Hofjäger, die Rüdenmeister und Rüdenknechte des Landesherrn, die für die Pflege der kaiserlichen Jagdhunde zu sorgen hatten. Zeitweise, etwa während der Herrschaft Maximilians I., der ein leidenschaftlicher Jäger war, hielt man im Rüdenhof bis zu vierhundert Hunde; in eigenen Öfen wurde sogar das Brot für sie gebacken. Während der Türkenbelagerung von 1683 kam es zu schweren Schäden am Gebäude, die nur notdürftig restauriert wurden, 1771 erfolgte der Verkauf an die Gemeinde Erdberg. Einen genauen Bericht über den damaligen Zustand verfassten der Hof-Bauamtsgegenhändler Franz Friedrich Bandl, der bürgerliche Baumeister Adalbert Hild, der Hof-Zimmerermeister Johannes Ohmeyer und der Hof-Steinmetzmeister Stefan Gabriel Steinböck.
Daran erinnert die Rüdengasse in Erdberg. 

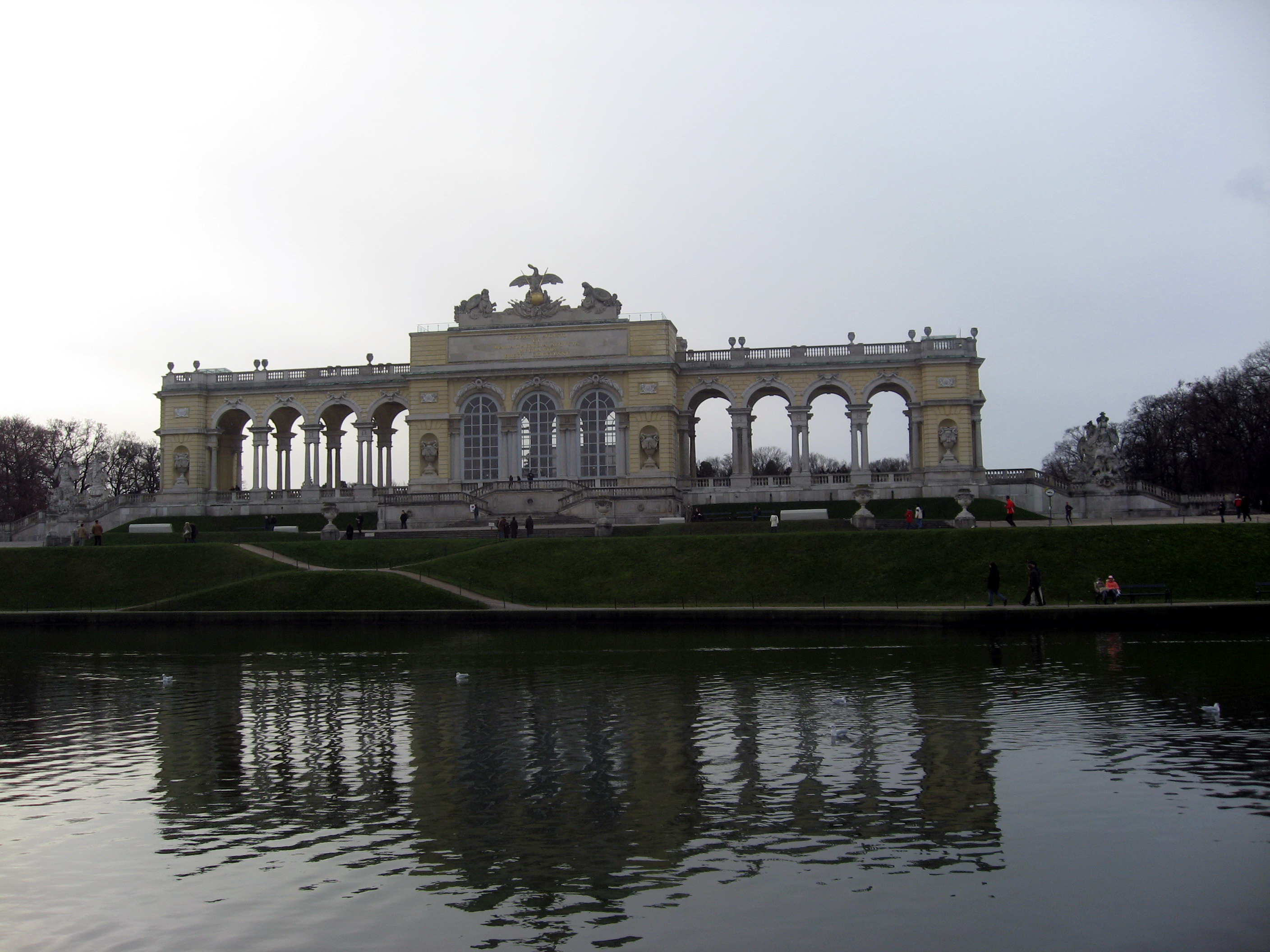
Wasserbecken auf der Anhöhe des Schönbrunner Parks

## Schloss Schönbrunn
Vom kaiserlichen Kammerzahlamt erfolgten im Zeitraum 1770/1773 Zahlungen an Hofsteinmetzmeister Stefan Gabriel Steinböck für Arbeiten im Park von Schönbrunn, an einem Bassin usw.
Dies entsprach einem Projekt des Architekten Johann Ferdinand Hetzendorf von Hohenberg der Jahre 1771/1772. Er plante ein großes Bassin auf der Anhöhe, das eine Anzahl von Springbrunnen speisen sollte, beispielsweise neben dem Neptunbrunnen vier weitere im Großen Parterre. Die Bauarbeiten wurden 1773 begonnen.

## Lieferung aus dem kaiserlichen Steinbruch am Leithaberg
Eine der Steinlieferungen an Wiener Meister erfolgte am 13. April 1772 von Meister Leopold Winkler aus Kaisersteinbruch zu Gabriel Steinböck. Eine Fuhre Stein mit 4 Stück Platten, 5 ordinary Staffel, 1 Schneckenstaffel, Fuhrlohn.

## Wiener Michaelerkirche

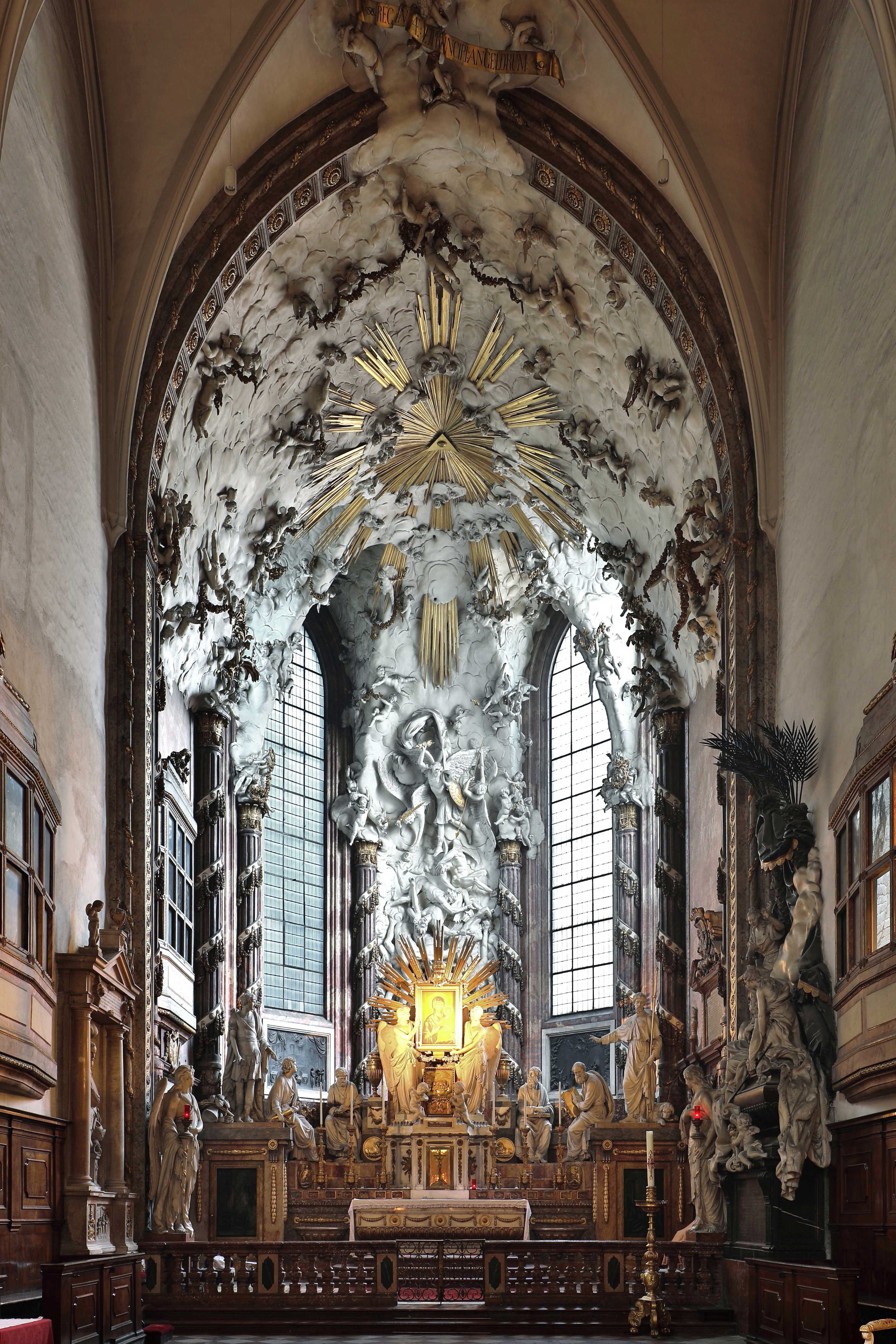
Blick auf den Hochaltar der Michaelerkirche

Der Hochaltar der Michaelerkirche von 1781 kann in zwei Abschnitten betrachtet werden, in den Altar mit dem Gnadenbild und die Rückwand mit dem Engelsturz. Die tumbaförmige Mensa mit den zopfartigen Ornamenten ist überragt von dem kubusartigen Tabernakel und flankiert von den blockhaften Seitenportalen. Die verwendeten Marmorsorten zeigen die für das ausgehende 18. Jahrhundert typischen blassen Farben. Nur der Tabernakel und die Mensaverkleidung sind aus weißem Carrara-Marmor. Die Steinmetzarbeiten sind von Stefan Gabriel Steinböck.
Tochter Anna Steinböck heiratete Luigi Pichl (1782–1856), den Architekten des Herzogs von Modena, dessen Palais in Wien und das niederösterreichische Landhaus er umbaute.